# Алфонсо Ерера
Алфонсо Ерера Родригез (шп. Alfonso Herrera Rodríguez; рођен 28. августа 1983. у граду Мексику, надимак Пончо) је мексички глумац, углавном познат по улогама у теленовелама. Такође је члан поп групе РБД, која је настала као промоција серије Бунтовници (шп. Rebeldes).
Похађао је Центар за уметничко образовање под покровитељством мултимедијалне куће Телевиса. Поред школе, радио је професионално у позоришту, глумећи у Вештицама из Салема 2001. и Антигони 2002. Године 2002. глумио је у филму Болно је волети те (шп. Amarte duele), у режији Фернанда Сарињане. После овог филма, посветио се раду на телевизији глумећи у теленовелама као што су Луде године и Бунтовници.

## Занимљивости
Алфонсо Ерера држи титулу најсексепилнијег мушкарца Мексика за 2006. Такође је мајстор у бразилској борилачкој вештини капоера

## Филмографија

### Теленовеле:
| Година:      | Српски назив: | Оригинални назив: | Улога:                     |
| ------------ | ------------- | ----------------- | -------------------------- |
| 2009.        | /             |                   | Себастијан                 |
| 2004 — 2006. | Бунтовници    |                   | Мигел Аранго Сервера       |
| 2002 — 2003. | Луде године   |                   | Хуан Давид Родригез Пинеда |

### Филмови:
| Година: | Српски назив: | Оригинални назив: | Улога:    |
| ------- | ------------- | ----------------- | --------- |
| 2009.   | /             |                   | Франк     |
| 2008.   | /             |                   | Пабло     |
| 2002.   | /             |                   | Франциско |

### ТВ серије:
| Година: | Српски назив: | Оригинални назив: | Улога:            |
| ------- | ------------- | ----------------- | ----------------- |
| 2010.   | /             |                   | Салвадор Еспиноса |
| 2009.   | /             |                   | /                 |
| 2009.   | /             |                   | Естебан           |
| 2008.   | /             |                   | Артуро            |
| 2008.   | /             |                   | Леонардо Карал    |
| 2007.   | /             |                   | Пончо             |